# Saint-Étienne-sous-Barbuise
Saint-Étienne-sous-Barbuise är en kommun i departementet Aube i regionen Grand Est (tidigare regionen Champagne-Ardenne) i nordöstra Frankrike. Kommunen ligger  i kantonen Arcis-sur-Aube som ligger i arrondissementet Troyes. År 2022 hade Saint-Étienne-sous-Barbuise 175 invånare.

## Befolkningsutveckling
Antalet invånare i kommunen Saint-Étienne-sous-Barbuise
Referens: INSEE